# Захарий Халкидонски
Захарий (на гръцки: Ζαχαρίας, Захариас) е гръцки духовник, митрополит на Цариградската патриаршия.

## Биография
През юли 1811 година е избран и по-късно ръкоположен за берски и негушки митрополит на Цариградската патриаршия. По това време се наблюдават сили революционни движения в епархията на Захарий и за да гарантира мира в областта Патриаршията иска подновяване на мандата на Захарий като берски митрополит на 25 март 1822 година. Захарий се опитва да убеди населението, че революция срещу Османската империя е нежелателна. Остава на този пост до януари 1823 година, когато Патриаршията притисната от обстоятелствата го премества като митрополит на Кизик.
Кизически митрополит е за малко.
От септември 1826 до смъртта си през май 1834 година Захарий е халкидонски митрополит.
Умира през май 1834 година.